# Sabah Qabbani
Sabah Qabbani (5 de junio de 1928, Damasco, Siria - 1 de enero de 2015, Damasco, Siria) (en árabe: صباح قبّاني) fue un escritor, abogado, periodista, político, diplomático y embajador de Siria en los Estados Unidos bajo el mandato del presidente Hafez Al-Asad en 1974. El puesto había estado vacante desde 1967 cuando las relaciones diplomáticas entre Siria y Estados Unidos se suspendieron tras la guerra árabe-israelí de 1967. Antes de su representación en Washington D. C., fue embajador de Siria en Indonesia y cónsul de Siria en Nueva York.

## Biografía
Sabbah Qabbani, nació el 5 de junio de 1928 en Damasco, Siria. De familia de origen turco de la localidad de Konya, se crio en el barrio Mi'thnah Al-Shahm, uno de los barrios más antiguos de Damasco. Su Padre fue Tawfiq Qabbani, destacado comerciante y miembro del bloque nacional durante los años del mandato Francés de Siria. Nieto de Abu Khalil al-Qabbani, quien fuera considerado uno de los pioneros del teatro árabe en Siria. Su tío fue Abu Khalil Qabbani, uno de los pioneros de la literatura dramática Siria. Hermano del reconocido poeta y escritor Nizar Qabbani.
Sabah Qabbani, en 1949, obtiene la licenciatura en derecho de la Universidad de Damasco y posteriormente, en 1952 un doctorado en derecho internacional en la Universidad de París-Sorbona en París. Al regresar a Siria, se unió al Ministerio de Cultura y se convirtió en director de programación de la radio nacional siria en 1953, donde ayudó a promover estrellas árabes como Abdel Halim Hafez y Duraid Lahham. El 23 de julio de 1960, Sabbah Qabbani fue designado director de la televisión nacional siria durante la unión sirio-egipcia. En 1962, Qabbani, integró el Ministerio de Asuntos Exteriores donde fue promovido como cónsul de Siria en Nueva York. Después de regresar a Siria en 1966, se convirtió en director de prensa y medios del Ministerio de Relaciones Exteriores. Permaneció en su puesto hasta su designación como enviado de Siria en Indonesia en 1968. En 1973, Qabbani regresó a Siria y fue promovido como director encargado en relaciones con los Estados Unidos del Ministerio de Relaciones Exteriores para luego ser nombrado embajador en los Estados Unidos desde 1974 hasta 1980. Después de completar su cargo, Qabbani regresó a Siria y reanudó sus actividades como director encargado en relaciones con los Estados Unidos en el Ministerio de Relaciones Exteriores hasta 1982. Tras la retirada de Qabbani del Ministerio de Relaciones Exteriores en 1982, comenzó a dedicar su tiempo a la escritura y la fotografía.

### Vida personal y muerte
En 1956, se casó con Maha Naamani, sobrina de Said al-Ghazzi, ex primer ministro de Siria. Murió el 1 de enero de 2015 a la edad de 86 años.